# Széchényi Lajos (plébános)
Széchényi Lajos, Szétsényi Lajos György Anzelm (Pusztaszántó, 1823. április 21. – Nagybajom, 1908. január) római katolikus plébános.

## Élete
Pusztaszántón született, Szétsényi Miklós szolgabíró és Tóth Mária fiaként. A bölcseleti évek után jogot végzett és a megyei életre szánta magát. Patvarista, majd megyei esküdt lett. Mikor éppen szolgabirónak választották meg, akkor választotta a papi pályát; a teológiát a pesti egyetemen végezte, Bémer báró püspök maga mellé vette. Részt vett a magyar újjászületés küzdelmeinek legelső mozgalmaiban a pozsonyi diétákon, mint szemtanú. Majd káplánkodott Csabán, Váradolasziban és Debrecenben. 1855-ben furtai, 1869-ben tenkei, 1873-ban újkígyósi plébános lett. Közben esperes is volt. 1891-ben tiszteletbeli kanonokká neveztetett ki. 1898-ban aranymiséje alkalmából a Vaskorona-rend III. osztályával tüntette ki a király.
Mint pesti növendékpap 1846-47-ben költeményeket írt a Munkálatokba.

## Műve
- Egyházi beszéd, melyet az újkígyósi temetőben épült sírbolti kápolna és keresztút ünnepélyes fölszentelésekor mondott jún. 3. 1869. Pest, 1869.